# The Bad Batch
The Bad Batch es una película de 2017 estadounidense de romance, terror y suspense dirigida y escrita por Ana Lily Amirpour, protagonizada por Suki Waterhouse, Jason Momoa, Giovanni Ribisi, Diego Luna, Yolonda Ross y Jim Carrey. Fue seleccionada para competir por el León de Oro en el Festival Internacional de Cine de Venecia.

## Reparto
- Suki Waterhouse como Arlen.
- Jason Momoa como Miami Man (hombre de Miami).
- Keanu Reeves como The Dream.
- Giovanni Ribisi como Bobby.
- Yolonda Ross como Maria.
- Diego Luna como John.
- Jim Carrey como Hermit.

## Producción
En enero de 2015 Ana Lily Amirpour anunció que dirigiría el film, mientras que Megan Ellison la produciría con su productora, Annapurna Pictures, y Danny Gabai con Sina Sayyah también lo harían a través de la suya, Vice Films. En marzo de 2015 Keanu Reeves, Jim Carrey, Jason Momoa, Suki Waterhouse y Diego Luna fueron incluidos al reparto.

### Rodaje
La fotografía principal del film comenzó el 8 de abril de 2015 en Los Ángeles. El rodaje también se llevó a cabo en Niland y Bombay Beach en California.